# Motorvägar i Cypern

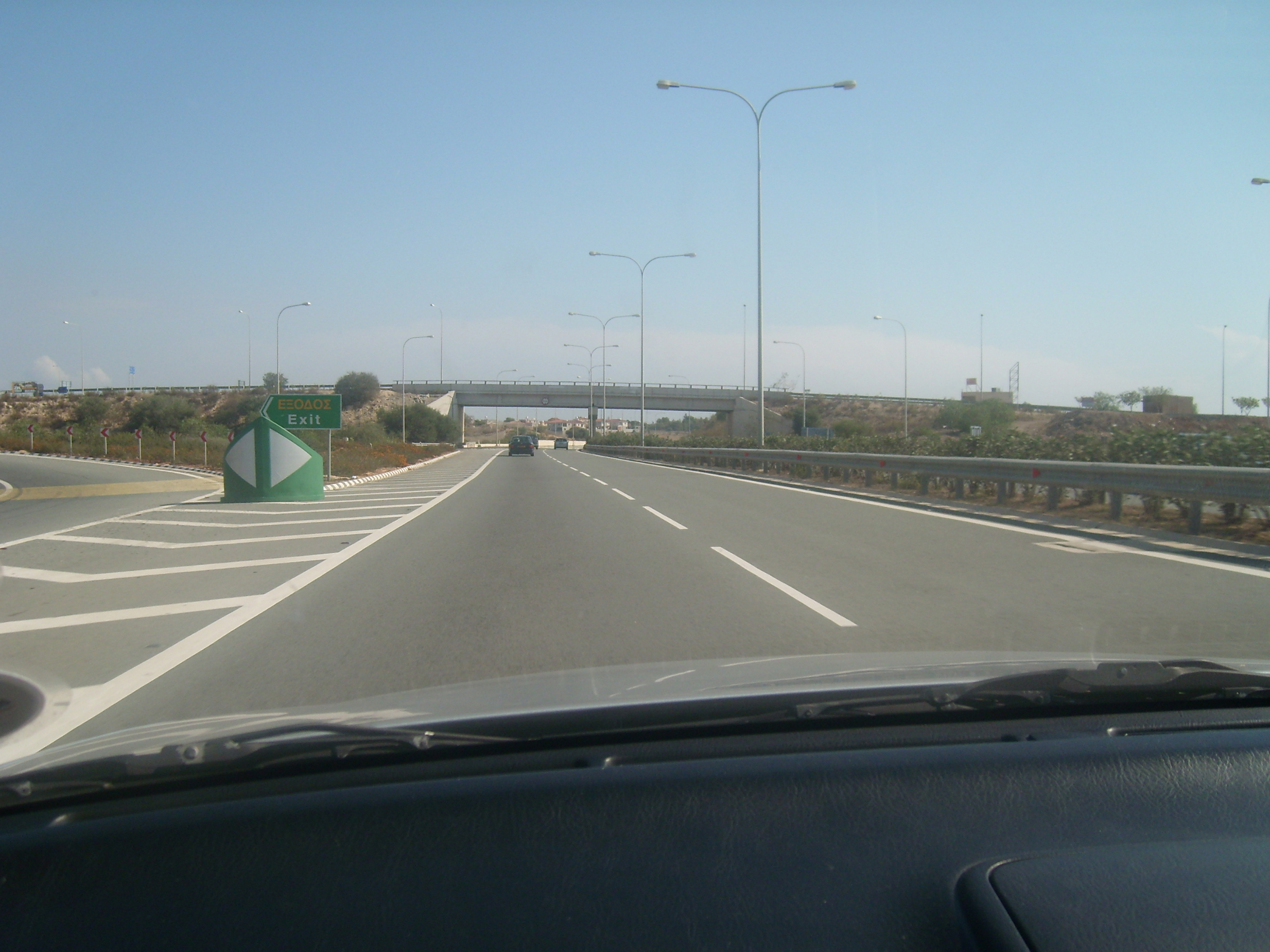

Motorvägar finns på Cypern trots att detta inte är vad som många tänker sig om ett litet land som enbart utgörs av en liten ö. Cypern har trots detta ett förhållandevis väl utbyggt nät av motorvägar som når de viktiga områdena. Detta gäller dock enbart på den södra grekcypriotiska delen av ön. Den norra turkcypriotiska delen saknar motorvägar helt och hållet. Det finns däremot en väg som går från Nicosia och mot Kythrea som har en standard som är mycket nära motorvägsstandard, den är dock inte skyltad som motorväg och uppfyller inte motorvägsstandard fullt ut. På den grekcypriotiska delen går motorvägarna från dels Nicosia och mot de viktiga hamnstäderna på sydkusten och dels från Larnaca längs med kusten. På Cypern är det vänstertrafik på alla vägar, även i norr.

## Underhåll
Kommunikations- och arbetens avdelning för offentliga arbeten ansvarar för underhåll, förbättring och byggande av motorvägar, majoriteten av landsbygds- och interurbana vägnät samt de viktigaste stadsvägarna. Kommunerna ansvarar för sekundära och lokala stadsvägar; distriktsförvaltningsmyndigheterna ansvarar för asfalterade och oasfalterade distriktsvägar (tertiära vägar) och byvägar. Skogsbruksverket ansvarar för de flesta oasfalterade vägar i skogsområden, detta för att möjliggöra förvaltning och skydd av skogar.
Den turkiska invasionen 1974 förändrade radikalt programmet för vägutveckling och skapade nya prioriteringar för att täcka de ökade behoven i de regeringskontrollerade områdena, där 80 % av Cyperns befolkning och den största delen av utvecklingen hade koncentrerats.

## Motorvägssträckor på Cypern
- A1 Nicosia - Limassol
- A2 Alámpra - Larnaca (går mellan motorvägarna A1 och A3)
- A3 Larnaca - Ayia Napa
- A5 Larnaca - Kofinou (går mellan motorvägarna A1 och A3)
- A6 Limassol - Pafos
- A9 Nicosia - Akaki